# Skiersobole (przystanek kolejowy)
Skiersobole (lit. Skersabaliai) – przystanek kolejowy w miejscowości Skiersobole, w rejonie wileńskim, na Litwie. Leży na linii dawnej Kolei Warszawsko-Petersburskiej.